# NGC 2444
NGC 2444 is een lensvormig sterrenstelsel in het sterrenbeeld Lynx. Het hemelobject werd op 18 januari 1877 ontdekt door de Franse astronoom Édouard Jean-Marie Stephan.

## Synoniemen
- UGC 4016
- MCG 7-16-16
- ZWG 206.24
- Arp 143
- VV 117
- NPM1G +39.0140
- PGC 21774